# Otjivero-Hauptdamm
Der Otjivero-Hauptdamm (englisch Otjivero Main dam) ist ein Staudamm in Namibia, etwa 100 Kilometer westlich von Gobabis. Er wird von der Namibia Water Corporation betrieben und staut den Weißen Nossob auf.
Der Hauptdamm, neben dem Otjivero-Nebendamm gelegen, hat eine Fläche von maximal 1,541 Quadratkilometer und ein Stauvolumen von 9,808 Millionen Kubikmeter. Die Staumauer ist 320 Meter breit und 16 Meter hoch. Das Einzugsgebiet hat eine Größe von etwa 2100 km². Er dient der Wasserversorgung von Gobabis.